# Петровац (футбольний клуб)
ОФК «Пе́тровац»  (чорн. OFK Petrovac, ОФК Петровац) — чорногорський футбольний клуб з міста Петровац на Мору. Виступає у Першій лізі чемпіонату Чорногорії. Заснований 1969 року. Домашні матчі проводить на стадіоні «Под Малим Брдом».

## Історія
Клуб заснований 6 червня 1969 року під назвою ФК «Петровац». Після сезону 1983/84 був розформований і знову організований 1987 року під назвою ОФК «Петровац».
З 2006 року грає у Першій лізі чемпіонату Чорногорії.
| Сезон   | Ліга       | Місце |
| ------- | ---------- | ----- |
| 2006-07 | Перша ліга | 6     |
| 2007-08 | Перша ліга | 8     |
| 2008-09 | Перша ліга | 6     |
| 2009-10 | Перша ліга | 8     |
| 2010-11 | Перша ліга | 9     |
| 2011-12 | Перша ліга | 5     |
| 2012-13 | Перша ліга | 7     |
| 2013-14 | Перша ліга | 5     |
| 2014-15 | Перша ліга | 7     |
| 2014-15 | Перша ліга | 11    |

## Досягнення
Чемпіонат Чорногорії
- Срібний призер (1) : 2024-25

Кубок Чорногорії
- Володар (1): 2008-09
- Фіналіст (1): 2014-15

## Виступи в Єврокубках
| Ліга Європи | Ліга Європи   | Ліга Європи   | Ліга Європи | Ліга Європи   | Ліга Європи | Ліга Європи |
| Сезон       | Етап          | Перша команда | Заг.        | Друга команда | 1-й матч    | 2-й матч    |
| ----------- | ------------- | ------------- | ----------- | ------------- | ----------- | ----------- |
| 2009/10     | 2-й кв. раунд | «Анортосіс»   | 3:4         | «Петровац»    | 2:1         | 1:3 (о)     |
| 2009/10     | 3-й кв. раунд | «Петровац»    | 1:7         | «Штурм»       | 1:2         | 0:5         |